# Nueva Arcadia
Nueva Arcadia es un municipio del departamento de Copán en la República de Honduras.

## Toponimia
Su nombre hace referencia al Arcadia, una región mítica de la Antigua Grecia que era considerada un paraíso terrenal.

## Límites
La aldea de Nueva Arcadia está situada en una pequeña planicie que forma el Cerro de los Tablones, mientras que La Entrada se encuentra al Oeste del Río Salsoque.
| Orientación | Límite                                 |
| ----------- | -------------------------------------- |
| Norte       | Municipio de Macuelizo, Santa Bárbara  |
| Norte       | Municipio de Florida, Copán            |
| Sur         | Municipio de San Nicolás, Copán        |
| Este        | Municipio de Protección, Santa Bárbara |
| Oeste       | Municipio La Jigua, Copán              |

## Historia
Existía desde 1740 como "Hacienda Santa Efigemia", creció rápidamente debido al flujo de los trabajadores que llegaron a establecerse con sus familias para trabajar en ella, en 1837 lograron que se formara el municipio con el nombre de Nueva Arcadia, pasando el caserío que formaba la Hacienda de Santa Efigemia como cabecera municipal; según Resolución n.º 361, emitida por el señor Presidente de la república doctor Ramón Villeda Morales, se traslada la cabecera municipal a La Entrada en fecha 29 de abril de 1961.

## División Política
Aldeas: 13 (2013)
Caseríos: 104 (2013)
| Código | Aldea                    |
| ------ | ------------------------ |
| 041301 | La Entrada               |
| 041302 | Agua Buena               |
| 041303 | Buenos Aires             |
| 041304 | Chalmeca (Municipio)     |
| 041305 | Jimerico o Piedra Parada |
| 041306 | La Cuchilla              |
| 041307 | La Unión                 |
| 041308 | Los Pozos                |
| 041309 | Los Tangos               |
| 041310 | Nueva Arcadia            |
| 041311 | Quebrada Seca            |
| 041312 | San Isidro               |
| 041313 | San Pablo del Roble      |